# مارك كلايتون
مارك كلايتون (بالإنجليزية: Mark Gregory Clayton)‏ هو لاعب كرة قدم أمريكية أمريكي، ولد في 8 أبريل 1961 في إنديانابوليس في الولايات المتحدة.

## وصلات خارجية
- مارك كلايتون على موقع مرجع كرة القدم المحترفة.كوم (الإنجليزية)
- مارك كلايتون على موقع IMDb (الإنجليزية)